# A Serie A gólkirályai
Ez a szócikk a Serie A gólkirályait tartalmazza. A 2015–2016-os szezonban Gonzalo Higuaín 36 gólt szerezve döntötte meg a svéd Gunnar Nordahl csúcsát (35 gól), amit az 1949–1950-es szezonban a Milan játékosaként állított fel.

## Gólkirályok szezononként
| Szezon                                               | Játékos neve                                | Csapata                   | Gólok száma                 |
| ---------------------------------------------------- | ------------------------------------------- | ------------------------- | --------------------------- |
| 1929–1930                                            | Giuseppe Meazza                             | Ambrosiana                | 31                          |
| 1930–1931                                            | Rodolfo Volk                                | Roma                      | 29                          |
| 1931–1932                                            | Pedro Petrone Angelo Schiavio               | Fiorentina Bologna        | 25                          |
| 1932–1933                                            | Felice Borel                                | Juventus                  | 29                          |
| 1933–1934                                            | Felice Borel                                | Juventus                  | 31                          |
| 1934–1935                                            | / Enrique Guaita                            | Roma                      | 27                          |
| 1935–1936                                            | Giuseppe Meazza                             | Ambrosiana                | 25                          |
| 1936–1937                                            | Silvio Piola                                | Lazio                     | 21                          |
| 1937–1938                                            | Giuseppe Meazza                             | Ambrosiana                | 20                          |
| 1938–1939                                            | Aldo Boffi / Ettore Puricelli               | Milan Bologna             | 19                          |
| 1939–1940                                            | Aldo Boffi                                  | Milan                     | 24                          |
| 1940–1941                                            | / Ettore Puricelli                          | Bologna                   | 22                          |
| 1941–1942                                            | Aldo Boffi                                  | Milan                     | 22                          |
| 1942–1943                                            | Silvio Piola                                | Lazio                     | 21                          |
| 1943 és 1945 között nem rendezték meg a bajnokságot. |                                             |                           |                             |
| 1945–1946                                            | Guglielmo Gabetto                           | Torino                    | 22                          |
| 1946–1947                                            | Valentino Mazzola                           | Torino                    | 29                          |
| 1947–1948                                            | Giampiero Boniperti                         | Juventus                  | 27                          |
| 1948–1949                                            | Nyers István                                | Internazionale            | 26                          |
| 1949–1950                                            | Gunnar Nordahl                              | Milan                     | 35                          |
| 1950–1951                                            | Gunnar Nordahl                              | Milan                     | 34                          |
| 1951–1952                                            | John Hansen                                 | Juventus                  | 30                          |
| 1952–1953                                            | Gunnar Nordahl                              | Milan                     | 26                          |
| 1953–1954                                            | Gunnar Nordahl                              | Milan                     | 23                          |
| 1954–1955                                            | Gunnar Nordahl                              | Milan                     | 27                          |
| 1955–1956                                            | Gino Pivatelli                              | Bologna                   | 29                          |
| 1956–1957                                            | / Dino da Costa                             | Roma                      | 22                          |
| 1957–1958                                            | John Charles                                | Juventus                  | 28                          |
| 1958–1959                                            | / Antonio Valentín Angelillo                | Internazionale            | 33                          |
| 1959–1960                                            | / Omar Sívori                               | Juventus                  | 28                          |
| 1960–1961                                            | Sergio Brighenti                            | Sampdoria                 | 27                          |
| 1961–1962                                            | / José Altafini Aurelio Milani              | Milan Fiorentina          | 22                          |
| 1962–1963                                            | Pedro Manfredini Harald Nielsen             | Roma Bologna              | 19                          |
| 1963–1964                                            | Harald Nielsen                              | Bologna                   | 17                          |
| 1964–1965                                            | Sandro Mazzola Alberto Orlando              | Internazionale Fiorentina | 17                          |
| 1965–1966                                            | Luis Vinicio                                | Vicenza                   | 25                          |
| 1966–1967                                            | Luigi Riva                                  | Cagliari                  | 18                          |
| 1967–1968                                            | Pierino Prati                               | Milan                     | 15                          |
| 1968–1969                                            | Luigi Riva                                  | Cagliari                  | 21                          |
| 1969–1970                                            | Luigi Riva                                  | Cagliari                  | 21                          |
| 1970–1971                                            | Roberto Boninsegna                          | Internazionale            | 24                          |
| 1971–1972                                            | Roberto Boninsegna                          | Internazionale            | 22                          |
| 1972–1973                                            | Paolo Pulici Gianni Rivera Giuseppe Savoldi | Torino Milan Bologna      | 17                          |
| 1973–1974                                            | Giorgio Chinaglia                           | Lazio                     | 24                          |
| 1974–1975                                            | Paolo Pulici                                | Torino                    | 18                          |
| 1975–1976                                            | Paolo Pulici                                | Torino                    | 21                          |
| 1976–1977                                            | Francesco Graziani                          | Torino                    | 21                          |
| 1977–1978                                            | Paolo Rossi                                 | Vicenza                   | 24                          |
| 1978–1979                                            | Bruno Giordano                              | Lazio                     | 19                          |
| 1979–1980                                            | Roberto Bettega                             | Juventus                  | 16                          |
| 1980–1981                                            | Roberto Pruzzo                              | Roma                      | 18                          |
| 1981–1982                                            | Roberto Pruzzo                              | Roma                      | 15                          |
| 1982–1983                                            | Michel Platini                              | Juventus                  | 16                          |
| 1983–1984                                            | Michel Platini                              | Juventus                  | 20                          |
| 1984–1985                                            | Michel Platini                              | Juventus                  | 18                          |
| 1985–1986                                            | Roberto Pruzzo                              | Roma                      | 19                          |
| 1986–1987                                            | Pietro Paolo Virdis                         | Milan                     | 17                          |
| 1987–1988                                            | Diego Maradona                              | Napoli                    | 15                          |
| 1988–1989                                            | Aldo Serena                                 | Internazionale            | 22                          |
| 1989–1990                                            | Marco van Basten                            | Milan                     | 19                          |
| 1990–1991                                            | Gianluca Vialli                             | Sampdoria                 | 19                          |
| 1991–1992                                            | Marco van Basten                            | Milan                     | 25                          |
| 1992–1993                                            | Giuseppe Signori                            | Lazio                     | 26                          |
| 1993–1994                                            | Giuseppe Signori                            | Lazio                     | 23                          |
| 1994–1995                                            | Gabriel Batistuta                           | Fiorentina                | 26                          |
| 1995–1996                                            | Igor Protti Giuseppe Signori                | Bari Lazio                | 24                          |
| 1996–1997                                            | Filippo Inzaghi                             | Atalanta                  | 24                          |
| 1997–1998                                            | Oliver Bierhoff                             | Udinese                   | 27                          |
| 1998–1999                                            | Márcio Amoroso                              | Udinese                   | 22                          |
| 1999–2000                                            | Andrij Sevcsenko                            | Milan                     | 24                          |
| 2000–2001                                            | Hernán Crespo                               | Lazio                     | 26                          |
| 2001–2002                                            | Dario Hübner David Trezeguet                | Piacenza Juventus         | 24                          |
| 2002–2003                                            | Christian Vieri                             | Internazionale            | 24                          |
| 2003–2004                                            | Andrij Sevcsenko                            | Milan                     | 24                          |
| 2004–2005                                            | Cristiano Lucarelli                         | Livorno                   | 24                          |
| 2005–2006                                            | Luca Toni                                   | Fiorentina                | 31                          |
| 2006–2007                                            | Francesco Totti                             | Roma                      | 26                          |
| 2007–2008                                            | Alessandro Del Piero                        | Juventus                  | 21                          |
| 2008–2009                                            | Zlatan Ibrahimović                          | Internazionale            | 25                          |
| 2009–2010                                            | Antonio Di Natale                           | Udinese                   | 29                          |
| 2010–2011                                            | Antonio Di Natale                           | Udinese                   | 28                          |
| 2011–2012                                            | Zlatan Ibrahimović                          | Milan                     | 28                          |
| 2012–2013                                            | Edinson Cavani                              | SSC Napoli                | 29                          |
| 2013–2014                                            | Ciro Immobile                               | Torino                    | 22                          |
| 2014–2015                                            | Luca Toni Mauro Icardi                      | Verona Internazionale     | 22                          |
| 2015-2016                                            | Gonzalo Higuaín                             | SSC Napoli                | 36                          |
| 2016-2017                                            | Edin Džeko                                  | AS Roma                   | 29                          |
| 2017–2018                                            | Mauro Icardi Ciro Immobile                  | Internazionale Lazio      | 29                          |
| 2018–2019                                            | Fabio Quagliarella                          | Sampdoria                 | 26                          |
| 2019–2020                                            | Ciro Immobile                               | Lazio                     | 36                          |
| Átnevezték Paolo Rossi-díjra                         |                                             |                           |                             |
| 2020–2021                                            | Cristiano Ronaldo                           | Juventus                  | 29                          |
| 2021–2022                                            | Ciro Immobile                               | Lazio                     | 27                          |
| Összesített statisztika                              |                                             |                           |                             |
| 90 szezon                                            | 71 játékos                                  | 17 csapat                 | 2189 gól 24,32 gól / szezon |

A vastagon kiemelt csapatok az aktuális bajnokságot megnyerték.

## Gólkirályok játékosonként
| Győzelmek száma | Játékos neve       | Csapat neve                          |
| --------------- | ------------------ | ------------------------------------ |
| 5               | Gunnar Nordahl     | Milan (1950, 1951, 1953, 1954, 1955) |
| 3               | Aldo Boffi         | Milan (1939, 1940, 1942)             |
| 3               | Giuseppe Meazza    | Ambrosiana (1930, 1936, 1938)        |
| 3               | Michel Platini     | Juventus (1983, 1984, 1985)          |
| 3               | Roberto Pruzzo     | Roma (1981, 1982, 1986)              |
| 3               | Paolo Pulici       | Torino (1973, 1975, 1976)            |
| 3               | Luigi Riva         | Cagliari (1967, 1969, 1970)          |
| 3               | Giuseppe Signori   | Lazio (1993, 1994, 1996)             |
| 2               | Roberto Boninsegna | Internazionale (1971, 1972)          |
| 2               | Felice Borel       | Juventus (1933, 1934)                |
| 2               | Antonio Di Natale  | Udinese (2010, 2011)                 |
| 2               | Zlatan Ibrahimović | Internazionale (2009), Milan (2012)  |
| 2               | Harald Nielsen     | Bologna (1963, 1964)                 |
| 2               | Silvio Piola       | Lazio (1937, 1943)                   |
| 2               | / Ettore Puricelli | Bologna (1939, 1941)                 |
| 2               | Andrij Sevcsenko   | Milan (2000, 2004)                   |
| 2               | Marco van Basten   | Milan (1990, 1992)                   |
| 1               | 48 játékos         | 48 játékos                           |

## Gólkirályok csapatonként
| Győzelmek száma | Csapat(ok) neve                   |
| --------------- | --------------------------------- |
| 17              | Milan                             |
| 12              | Juventus, Internazionale          |
| 9               | Lazio                             |
| 8               | Roma                              |
| 7               | Bologna                           |
| 5               | Fiorentina, Torino                |
| 4               | Udinese                           |
| 3               | Cagliari, Napoli                  |
| 2               | Sampdoria, Vicenza                |
| 1               | Atalanta, Bari, Livorno, Piacenza |

1 3 alkalommal Ambrosiana néven.

## Gólkirályok nemzetenként
| Győzelmek száma | Gólkirályok száma | Nemzetiség                                    |
| --------------- | ----------------- | --------------------------------------------- |
| 56              | 40                | olasz                                         |
| 7               | 7                 | argentin                                      |
| 7               | 2                 | svéd                                          |
| 4               | 2                 | francia                                       |
| 3               | 3                 | / argentin-olasz                              |
| 3               | 2                 | dán                                           |
| 2               | 2                 | brazil / brazil-olasz                         |
| 2               | 1                 | holland ukrán                                 |
| 1               | 1                 | magyar német uruguayi / uruguayi-olasz walesi |